# Guvernul Gheorghe Gheorghiu-Dej (1)
Guvernul Gheorghe Gheorghiu-Dej (1) a fost un consiliu de miniștri care a guvernat România în perioada 2 iunie 1952 - 28 ianuarie 1953.

## Componența
- Președintele Consiliului de Miniștri

Gheorghe Gheorghiu-Dej (2 iunie 1952 - 28 ianuarie 1953)

### Vicepreședinți ai Consiliului de Miniștri
- Vicepreședinte al Consiliului de Miniștri

Ana Pauker (2 iunie - 24 noiembrie 1952)
- Vicepreședinte al Consiliului de Miniștri

Chivu Stoica (2 iunie 1952 - 28 ianuarie 1953)
- Vicepreședinte al Consiliului de Miniștri

Iosif Chișinevschi (2 iunie 1952 - 28 ianuarie 1953)
- Vicepreședinte al Consiliului de Miniștri

Gheorghe Apostol (2 iunie 1952 - 28 ianuarie 1953)

### Miniștri
- Ministrul de interne

Alexandru Drăghici (2 iunie - 20 septembrie 1952)
Pavel Ștefan (20 septembrie 1952 - 28 ianuarie 1953)
- Ministrul securității statului (înființat prin reorganizarea Ministerului de Interne)

Alexandru Drăghici (20 septembrie 1952 - 28 ianuarie 1953)
- Ministrul de externe

Ana Pauker (2 iunie - 10 iulie 1952)
Simion Bughici (10 iulie 1952 - 28 ianuarie 1953)
- Ministrul justiției

Stelian Nițulescu (2 iunie 1952 - 28 ianuarie 1953)
- Ministrul apărării naționale

Emil Bodnăraș (2 iunie 1952 - 28 ianuarie 1953)
- Ministrul finanțelor

Dumitru Petrescu (2 iunie 1952 - 28 ianuarie 1953)
- Ministerul industriei metalurgice și industriei chimice

Carol Loncear (2 iunie 1952 - 28 ianuarie 1953)
- Ministrul Industriei Cărbunelui, Minelor și Petrolului (la 26 august 1952, ministerul a fost reorganizat în Ministerul Industriei Petrolului și Gazelor Naturale și Ministerul Cărbunelui)

Constantin Mateescu (2 iunie - 26 august 1952)
- Ministrul Industriei Petrolului și Gazelor Naturale

Constantin Mateescu (26 august 1952 - 28 ianuarie 1953)
- Ministrul Cărbunelui

Mihail Suder (26 august 1952 - 28 ianuarie 1953)
- Ministrul energiei electrice

Gheorghe Gaston Marin (2 iunie 1952 - 28 ianuarie 1953)
- Ministrul industriei ușoare

Alexandru Sencovici (2 iunie 1952 - 28 ianuarie 1953)
- Ministrul agriculturii

Constantin Prisnea (2 iunie 1952 - 28 ianuarie 1953)
- Ministrul industriei lemnului, hârtiei și celulozei

Mihai Suder (2 iunie 1952 - 28 ianuarie 1953)
- Ministrul industriei alimentare

Dumitru Diaconescu (2 iunie 1952 - 28 ianuarie 1953)
- Ministrul industriei cărnii, peștelui și laptelui

Pascu Ștefănescu (5 octombrie 1952 - 28 ianuarie 1953)
- Ministrul gospodăriilor agricole de stat

Ion Vidrașcu (13 iulie 1952 - 28 ianuarie 1953)
- Ministrul gospodăriilor silvice

Constantin Popescu (24 noiembrie 1952 - 28 ianuarie 1953)
- Ministrul comerțului interior

Vasile Malinschi (2 iunie 1952 - 28 ianuarie 1953)
- Ministrul transporturilor

Alexa Augustin (2 iunie 1952 - 28 ianuarie 1953)
- Ministrul poștelor și telecomunicațiilor

Valter Roman (2 iunie 1952 - 28 ianuarie 1953)
- Ministrul prevederilor sociale

Lotar Rădăceanu (2 iunie - 28 iulie 1952)
Pericle Negescu (28 iulie 1952 - 28 ianuarie 1953)
- Ministrul sănătății

Vasile Mârza (2 iunie - 22 august 1952)
Octavian Berlogea (22 august 1952 - 28 ianuarie 1953)
- Ministrul învățământului

Nicolae Popescu-Doreanu (2 iunie - 26 septembrie 1952)
Ion Nistor (26 septembrie 1952 - 28 ianuarie 1953)
- Ministrul cultelor

Vasile Pogăceanu (2 iunie 1952 - 28 ianuarie 1953)

### Miniștri secretari de stat
- Președintele Comisiei Controlului de Stat (cu rang de ministru)

Ion Vidrașcu (2 iunie - 13 iulie 1952)
Petre Borilă (13 iulie 1952 - 28 ianuarie 1953)
- Președintele Comitetului pentru Artă (cu rang de ministru)

Eduard Mezincescu (2 iunie - 26 septembrie 1952)
Nicolae Popescu-Doreanu (26 septembrie 1952 - 28 ianuarie 1953)
- Președintele Comitetului de Stat al Aprovizionării (cu rang de ministru)

Emil Stanciu (2 iunie 1952 - 28 ianuarie 1953)
- Președintele Comitetului de Stat pentru Arhitectură și Construcții (cu rang de ministru)

Nicolae Bădescu (15 decembrie 1952 - 28 ianuarie 1953)

## Sursa
- Stelian Neagoe - "Istoria guvernelor României de la începuturi - 1859 până în zilele noastre - 1995" (Ed. Machiavelli, București, 1995)
- Rompres Arhivat în 11 februarie 2007, la Wayback Machine.

| Precedat(ă) de: Guvernul Petru Groza (4) | Guvernul Gheorghe Gheorghiu-Dej (1) 2 iunie 1952 - 28 ianuarie 1953 | Succedat(ă) de: Guvernul Gheorghe Gheorghiu-Dej (2) |